# Virumaa

Wappen

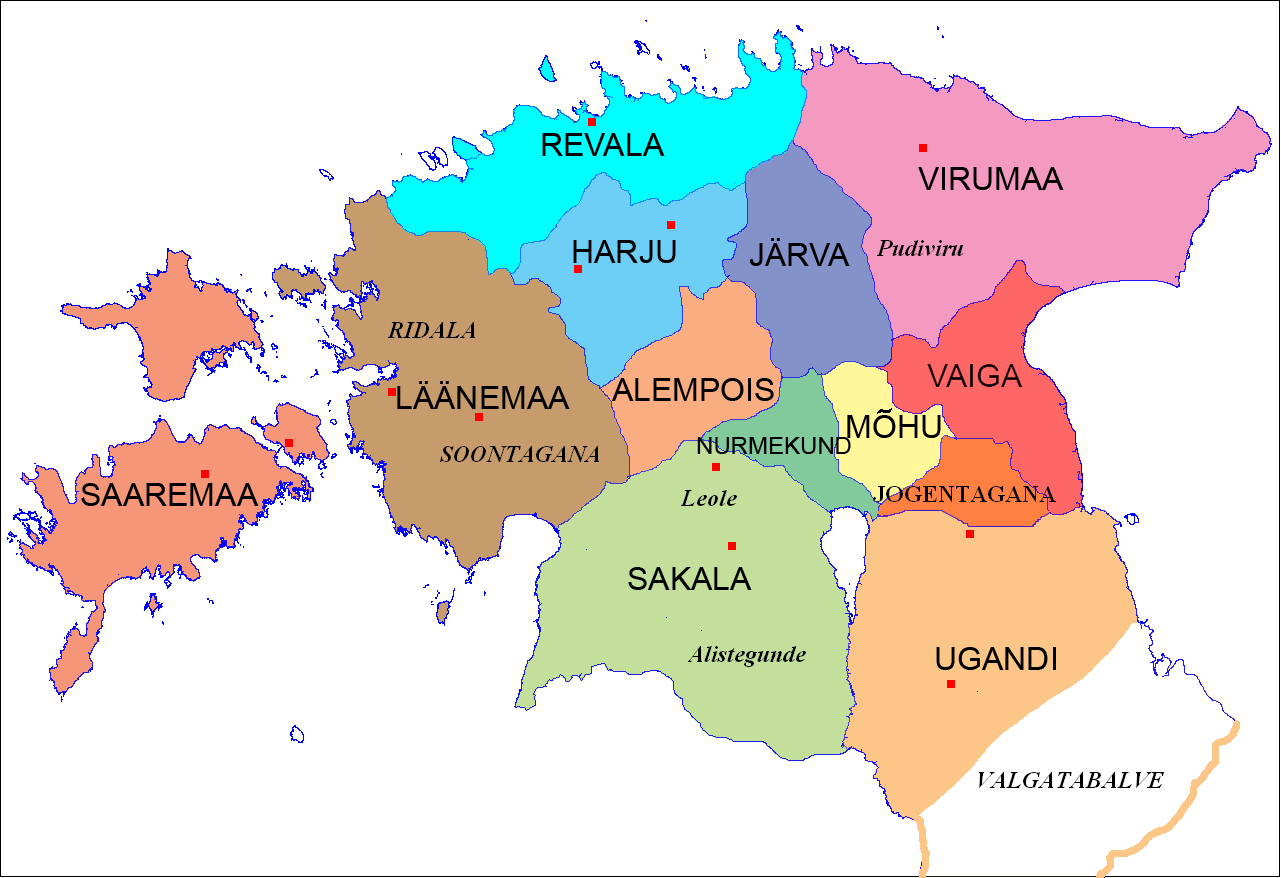
Historische Landschaften Estlands

Virumaa (deutsch Wirmland, niederdeutsch Wierland) ist eine historische Landschaft im Nordosten Estlands.
Sie bildete einen Kreis im Gouvernement Estland (Verwaltungssitz Wesenberg) und war Sitz der harrisch-wierischen Ritterschaft. 
Sie ist heute in zwei Kreise aufgeteilt:
1. Lääne-Viru (West-Wierland)
2. Ida-Viru (Ost-Wierland)